# Michael Doppelmayr

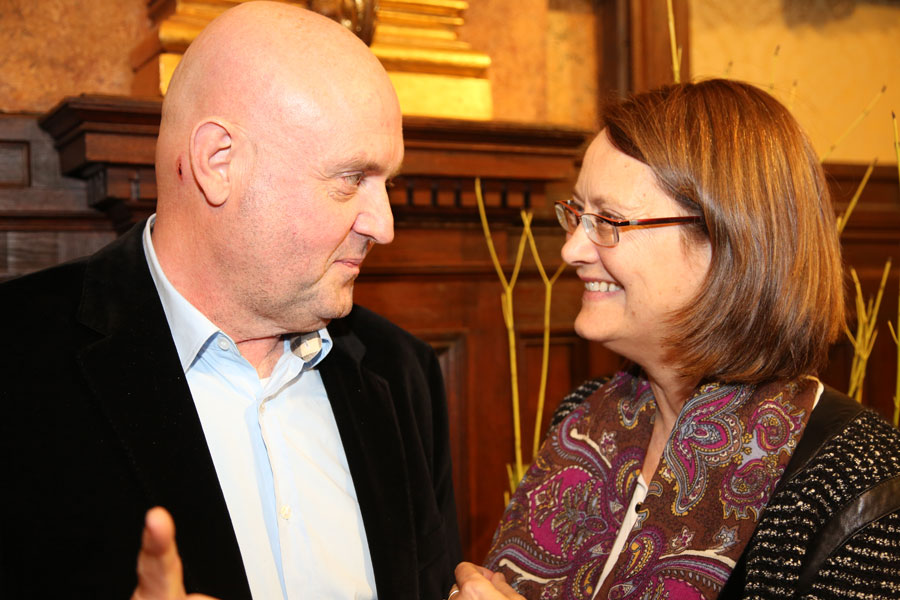
Michael Doppelmayr mit der norwegischen Diplomatin Bente Angell-Hansen (2014)

Michael Doppelmayr (* 18. September 1958 in Vorarlberg) ist ein österreichischer Unternehmer und Vorstandsvorsitzender der Doppelmayr/Garaventa-Gruppe.

## Leben
Michael Doppelmayr wurde am 18. September 1958 als ältester Sohn von Artur Doppelmayr in Vorarlberg geboren. Nach dem Besuch der HTL Anichstraße in Innsbruck studierte er von 1980 bis 1989 an der Universität Innsbruck Betriebswirtschaftslehre.
Nach zwei Jahren als Geschäftsführer des Vorarlberger Kopfbedeckungsherstellers Capo trat er 1991 ins Familienunternehmen ein. 1992 übernahm er in vierter Generation die Agenden seines Vaters bei der Doppelmayr Seilbahnen GmbH. 1994 wurde er Vorstandsvorsitzender der Doppelmayr Holding. Unter der Führung von Michael Doppelmayr wurde die Internationalisierung des Betriebes mit Niederlassungen in über 40 Ländern und Kunden in 95 Staaten der Welt fortgeführt. Unter Michael Doppelmayr erfolgte die Fusion mit dem Schweizer Unternehmen Garaventa.

## Auszeichnungen
- 2012: Wirtschaftspreis der Vorarlberger Nachrichten[1]
- 2014: ÖGV-Unternehmer 2014[2]

## Privates
Er lebt in einer Lebensgemeinschaft mit seiner Partnerin Inna. Laut eigenen Angaben sind Golf, Bergwandern und die Jagd neben seinem Faible für Oldtimer seine Hobbys.